# Finlands Svenska Orienteringsförbund

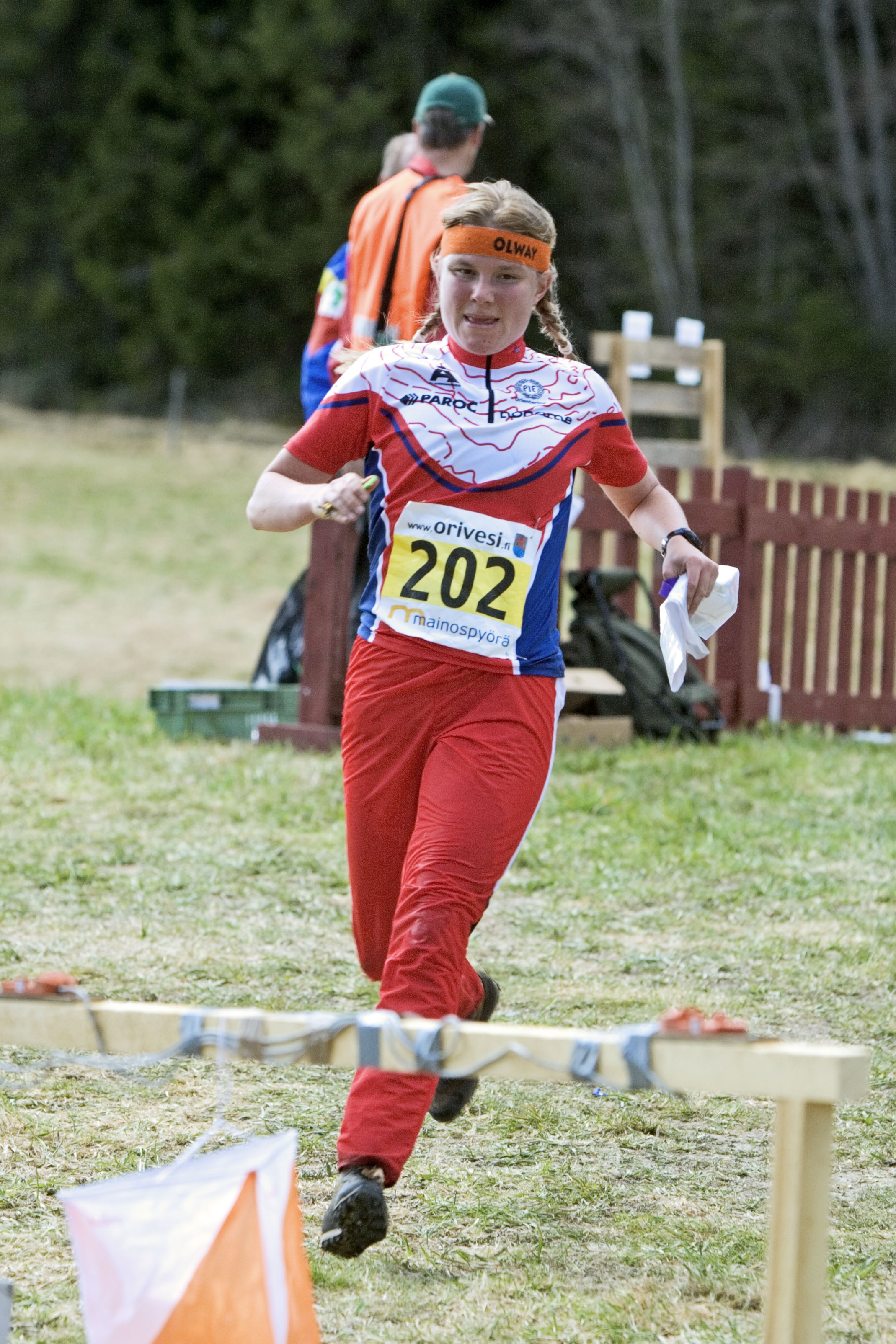
Yvonne Gunell, finlandssvensk orienterare.

Finlands Svenska Orienteringsförbund (FSO) r.f. är ett svenskspråkigt specialidrottsförbund som bedriver orientering i Finland. 
FSO har sitt säte i Helsingfors.

## Historik
Under 1930-talet vann orienteringen fotfäste i Finland, och då främst i de finlandssvenska bygderna som levererade talrika idrottsstjärnor. Bland annat tillhörde då Jarl Gripenberg och Leo Backman den finländska eliten. 
Finlands Svenska Orienteringsförbund bildades den 18 mars 1945, och har till uppgift att främja, utveckla, och administrera orienteringsidrotten i Svenskfinland. 

## Övrigt om förbundet
Finlands Svenska Orienteringsförbund är anslutet till Finlands Svenska Idrott, samt som ett distrikt inom Finlands Orienteringsförbund (SSL). FSO har även nära samarbete med andra organisationer för att uppnå sina målsättningar. 
FSO är indelat i fyra distrikt, Österbottens Idrottsdistrikt, Nylands och Åbolands Idrottsdistrikt, Ålands Idrottsdistrikt och Alue Länsi. Förbundet har i dagsläget (2016) allt som allt 26 medlemsföreningar med ett okänt antal medlemmar. 
Orienteringsförbundet anordnar årligen mästerskapstävlingar för alla tävlingsorienterare inom hela Svenskfinland.

## Ordförande
Finlands Svenska Orienteringsförbunds ordförande (2016)  är Kaj-Olof Lindgren.    